# Marylebone
Marylebone es un barrio de la ciudad de Westminster, en el centro de Londres. A veces se escribe como St. Marylebone (o, arcaicamente, Mary-le-bone).
Marylebone está en una zona de Londres que puede definirse aproximadamente como limitada por Oxford Street al sur, Marylebone Road al norte, Edgware Road al oeste y Great Portland Street al este. Una definición más amplia designa la zona histórica como Marylebone Village y abarca al vecino Regent's Park, Baker Street y la zona inmediatamente al norte de Marylebone Road, conteniendo Marylebone Station, el lugar original del Marylebone Cricket Club en Dorset Square, y el vecindario conocido como Lisson Grove hasta el límite con St John's Wood. La zona al este de Great Portland Street hasta Cleveland Street, conocida como Fitzrovia desde los años cuarenta, está considerada históricamente como East Marylebone.
Hoy el área alberga muchas oficinas médicas y dentales, tradicionalmente concentradas en Harley Street.

## Historia
Marylebone toma su nombre de una iglesia dedicada a Santa María, representada hoy por la iglesia parroquial de St. Marylebone (1817); la iglesia original se construyó en la orilla de un arroyo o "bourne", llamado el Tybourne o Tyburn, que surgió más al norte en lo que hoy es Swiss Cottage, eventualmente corriendo a lo largo que es hoy Marylebone Lane que conserva su curva dentro del planeamiento. La iglesia y la zona que lo rodea pasó a ser conocida después como St Mary at the Bourne que, a lo largo del tiempo, fue abreviado a su forma presente, Marylebone. Es un error común que el nombre es una corrupción de Marie la Bonne (expresión francesa por "Marie/María la buena").
El señorío de Tyburn es mencionado en el Domesday Book (1086) como una posesión de la abadía de Barking, con una población de no más de cincuenta personas. A principios del siglo XIII, lo tenía Robert de Vere, tercer conde de Oxford. Al final del siglo XV Thomas Hobson compró gran parte del señorío; en 1544 su hijo Thomas lo intercambió con el rey Enrique VIII, quien cerró la parte septentrional del señorío como un parque de caza, el origen distante de Regent's Park. El señorío de Tyburn siguió siendo de la Corona hasta que la parte meridional fue vendido en 1611 por Jacobo I, quien conservó el parque de caza, a Edward Forest, que lo había tenido arrendado en tiempos de Isabel I. El señorío de Forest de Marylebone pasó luego por matrimonio a la familia de Austen. El parque de casa, Marylebone Park Fields, fue alquilada en pequeñas parcelas para la producción de paja y leche.

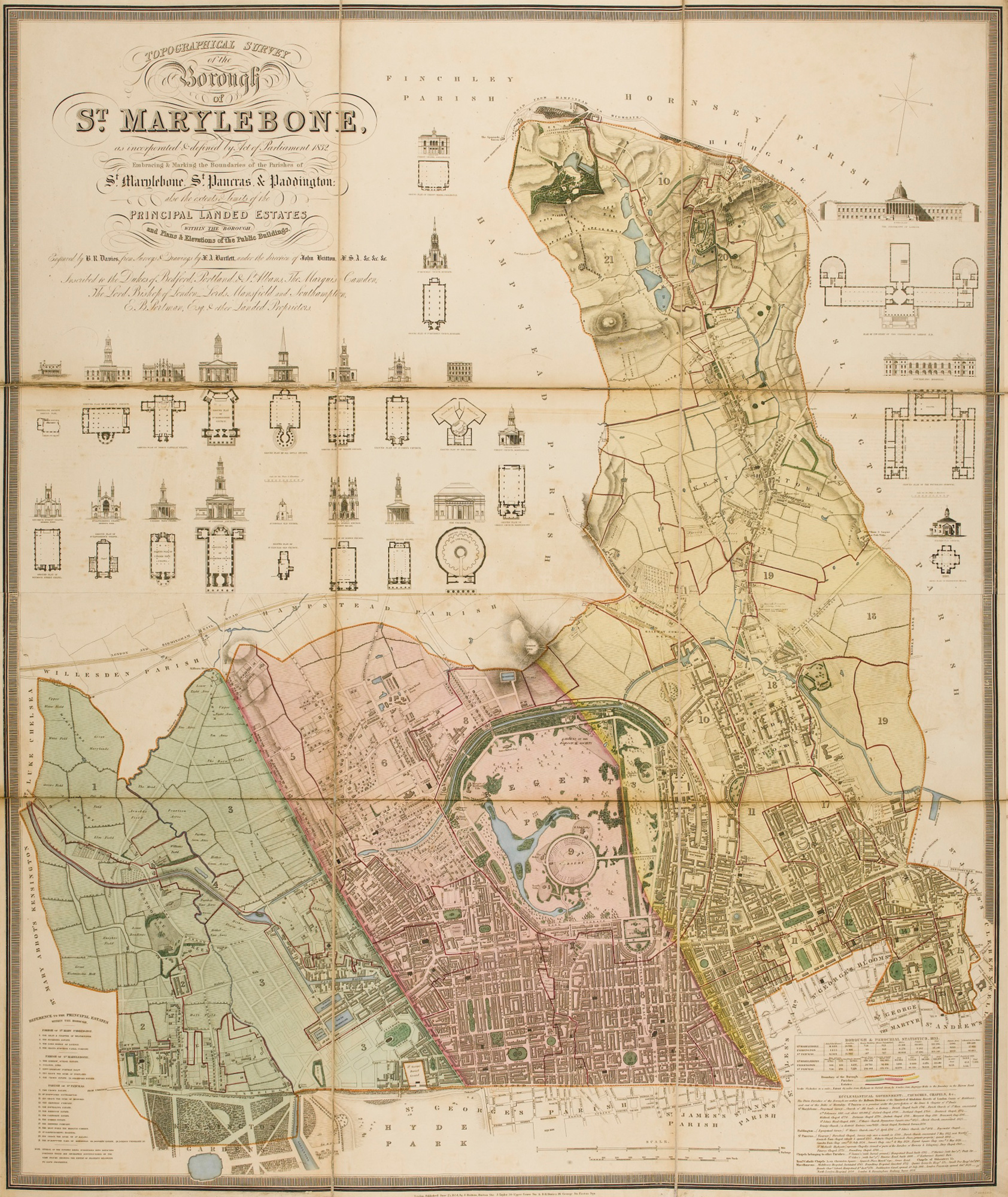
Examen topográfico de St. Marylebone, St. Pancras y Paddington. Grabado de B. R. Davies, 1145 x 950 mm, data de 1834.

En 1710, John Holles, duque de Newcastle-upon-Tyne, adquirió el señorío por 17 500 libras esterlinas, y su hija y heredera, Henrietta Harley, por su matrimonio con Edward Harley, conde de Oxford, lo transmitió a la familia del conde de Oxford. Posteriormente, también por matrimonio, pasó a la familia Bentinck. Lugares como Cavendish Square y Portland Place reflejan el dominio que ejercieron aquí los duques de Portland y el desarrollo de la época georgiana. En 1879 el quinto duque murió sin descendencia y la finca pasó a través de la línea femenina a su hermana, Lucy Joan Bentinck, viuda del sexto barón Howard de Walden.
Una gran parte de la zona directamente al oeste fue construido por la familia Portman y se conoce como el Portman Estate. Ambas fincas tienen antecedentes aristocráticos y aún los llevan dichas familias. 
En el siglo XVIII la zona fue conocida por sus entretenimientos pícaros de Marylebone Gardens. El municipio metropolitano de St Marylebone perteneció al condado de Londres entre 1899 y 1965, después de lo cual, con el municipio metropolitano de Paddington y el de Westminster se fusionaron en la Ciudad de Westminster.

## Geografía
Zonas de Marylebone incluyen:
- All Souls Church (Langham Place) (diseñado por John Nash)
- Asia House, New Cavendish Street
- Baker Street (incluyendo el ficticio 221B Baker Street)
- Bryanston Square
- Broadcasting House (sede de la BBC)
- The Colomb Art Gallery
- Duke Street (Marylebone)
- Holy Trinity Church, Marylebone (diseñado por Sir John Soane)
- Langham Hotel (Londres) (construido en los años 1860)
- Marylebone High Street
- Madame Tussaud's
- Manchester Square (plaza georgiana)
- Montagu Square (plaza de la Regencia)
- University of Westminster
- Royal Academy of Music
- Royal Institute of British Architects
- Harley Street
- Regent's Park (que alberga el Zoo de Londres)
- Grandes almacenes de Selfridges
- Hyde Park
- St. James's, Spanish Place
- St Peter, Vere Street (diseñado en 1722 por James Gibbs)
- Wallace Collection
- Wigmore Hall
- Marble Arch
- Wigmore Street
- West London Mission en el 19 de Thayer Street
- Wyndham Place
- Hinde Street Methodist Chapel

## Transporte

### Estaciones de metro
- Baker Street
- Bond Street
- Edgware Road
- Marble Arch
- Marylebone
- Oxford Circus
- Regent's Park

### Estaciones de ferrocarril
- Marylebone

## Residentes destacados
Sherlock Holmes de 221B Baker Street es quizás el residente ficticio más famoso de esta zona. Residentes reales, del pasado y el presente, son:
- Adam Ant
- Jane Asher
- Alfred Jules Ayer
- Benedict Arnold
- Charles Babbage
- Francis Beaufort
- William Coldstream
- Wilkie Collins
- Charles Dickens
- Jacqueline du Pré
- T. S. Eliot[9]
- Edward Gibbon
- Jimi Hendrix
- Edward Lear
- John Lennon
- Paul McCartney
- William Pitt (el Viejo)
- Stuart Price
- Corin Redgrave
- Wendy Richard
- Talulah Riley
- Dodie Smith
- Stephen Spender
- Ringo Starr
- Cat Stevens
- Stephen Ward
- H. G. Wells
- Charles Wesley
- Norman Wisdom